# Plectrocnemia nagayamai
Plectrocnemia nagayamai là một loài Trichoptera trong họ Polycentropodidae. Chúng phân bố ở miền Cổ bắc.